# Det Humanistiske Fakultet (Københavns Universitet)
 For alternative betydninger, se Det Humanistiske Fakultet. (Se også artikler, som begynder med Det Humanistiske Fakultet)
Det Humanistiske Fakultet er Københavns Universitets fakultet (afdeling) for sprogfag, kulturanalyse, historie og andre fag, som studerer menneskets kultur. Det Humanistiske Fakultet er det største fakultet på Københavns Universitet målt i antal studerende og fag. De fleste af fakultetets institutter er samlet på Københavns Universitets Søndre Campus, tidligere kaldt "KUA" (Københavns Universitet Amager). Navnet KUA bruges stadig tit synonymt med Det Humanistiske Fakultet, selv om KUA var betegnelsen for bygningerne, ikke fakultetet.

## Historie
Det Humanistiske Fakultet har sin rod i Det Filosofiske Fakultet, som var et af de fire oprindelige fakulteter ved grundlæggelsen af Københavns Universitet i 1479. Oprindelig var dets rolle at være en forskole til de tre andre fakulteter, som blev betragtet som højere fakulteter. Det Filosofiske Fakultet omfattede ikke blot de filosofiske og humanistiske fag, men også de fleste naturvidenskabelige. Disse blev imidlertid udskilt til et selvstændigt fakultet Det Matematisk-Naturvidenskabelige Fakultet i 1850.
I 1970 skiftede fakultetet navn til Det Humanistiske Fakultet .
Institut for Psykologi blev i 2004 overført fra Det Humanistiske Fakultet til Det Samfundsvidenskabelige Fakultet.
Det Informationsvidenskabelige Akademi (IVA) fusionerede i april 2013 med Det Humanistiske Fakultet, og har nu status af institut på fakultetet.
En del af fakultetets mindre institutter havde tidligere til huse forskellige steder i Indre By, men er næsten alle nu blevet samlet på den nuværende Søndre Campus. I dag ligger kun et et enkelt institut og en afdeling ikke på campus: Det Informationsvidenskabelige Akademi i Birketinget (samt i Aalborg) og Afdeling for Eskimologi og Arktiske Studier i Krøyers Pakhus på Christianshavn sammen med Dansk Polarcenter og Arktisk Institut, ved Nordatlantens Brygge.

## Institutter og fag
- Det Informationsvidenskabelige Akademi
  - Informationsvidenskab og kulturformidling
- Engelsk, Germansk og Romansk (EnGeRom)
  - Engelsk
  - Fransk
  - Italiensk
  - Nederlandsk
  - Oversættelsesvidenskab
  - Tysk
  - Spansk

- Institut for Kunst- og Kulturvidenskab (IKK)
  - Kunsthistorie
  - Litteraturvidenskab
  - Moderne kultur og kulturformidling
  - Musikvidenskab
  - Teater- og performancestudier
  - Visuel kultur

- Medier, Erkendelse og Formidling
  - Film- og medievidenskab
  - Filosofi
  - Pædagogik
  - Retorik
  - Kommunikation og it

- Nordisk Forskningsinstitut
  - Arnamagnæansk
  - Dansk dialektforskning
  - Navneforskning
  - Sprogteknologi

- Nordiske Studier og Sprogvidenskab (NorS)
  - Audiologopædi
  - Dansk
  - Dansk som andetsprog
  - Finsk
  - Indoeuropæisk
  - Kønsstudier
  - Lingvistik
  - Sprogpsykologi

- Saxo-Instituttet
  - Europæisk etnologi
  - Forhistorisk arkæologi
  - Historie
  - Klassisk arkæologi
  - Græsk
  - Latin
  - Middelalderkundskab
  - Museumsstudier
  - Oldtidskundskab

- Tværkulturelle og Regionale Studier (ToRS)
  - Assyriologi
  - Balkanstudier
  - Eskimologi og arktiske studier
  - Globale Bystudier (tilvalg)
  - Indianske sprog og kulturer
  - Indologi
  - Islamiske studier (tilvalg)
  - Japanstudier
  - Kinastudier
  - Komparative Kulturstudier (tilvalg)
  - Koreastudier
  - Mellemøstens Sprog og Samfund (tidligere selvstændige fag: Arabisk, Hebraisk, Persisk og Tyrkisk)
  - Minoritetsstudier
  - Moderne Græsk/Grækenlandsstudier
  - Moderne Indien og Sydasienstudier
  - Nærorientalsk arkæologi
  - Polsk
  - Religionsvidenskab
  - Russisk
  - Tibetologi
  - Tværkulturelle Studier
  - Ægyptologi
  - Øst- og Sydøsteuropastudier

Under de enkelte institutter ligger også en række forskningscentre med specifik fokus på et emne.